# ويليام هنري جاكسون
ويليام هنري جاكسون (بالإنجليزية: William Henry Jackson)‏ هو متسلق الجبال ومصور ورسام وفنان أمريكي، ولد في 4 أبريل 1843 في كيسيفيل في الولايات المتحدة، وتوفي في 30 يونيو 1942 في نيويورك في الولايات المتحدة.

## وصلات خارجية
- ويليام هنري جاكسون على موقع الموسوعة البريطانية (الإنجليزية)